# Philogeniidae
Famille
Les Philogeniidae sont une famille de demoiselles (sous-ordre des Zygoptera, ordre des Odonata).

## Systématique
Autrefois, les espèces de cette famille étaient classées dans la famille des Megapodagrionidae.

## Liste des genres
Selon World Odonata List :
- Archaeopodagrion Kennedy, 1939
- Philogenia Selys, 1862